# Велика Фьохтальма
Велика Фьохтальма (рос. Большая Фёхтальма) — присілок в Онезькому районі Архангельської області Російської Федерації.
Населення становить 62 особи. Входить до складу муніципального утворення Чекуєвське поселення.

## Історія
Від 2004 року входить до складу муніципального утворення Чекуєвське поселення.

## Населення
| 2002 | 2010 | 2012 |
| ---- | ---- | ---- |
| 89   | ↘61  | ↗62  |